# Sour Tour
Il Sour Tour è stato il primo tour musicale della cantante statunitense Olivia Rodrigo, a supporto del suo album in studio di debutto Sour (2021).

## Scaletta
1. Brutal
2. Jealousy, Jealousy
3. Drivers License
4. Complicated (cover di Avril Lavigne)
5. Hope Ur OK
6. Enough For You
7. 1 Step Forward, 3 Steps Back
8. Happier
9. All I Want
10. Seether (cover di Veruca Salt)
11. Favorite Crime
12. Traitor
13. Deja Vu
14. Good 4 U

## Date del tour
| Data           | Città            | Stato        | Luogo                                | Artisti d'apertura |
| Nord America   | Nord America     | Nord America | Nord America                         | Nord America       |
| -------------- | ---------------- | ------------ | ------------------------------------ | ------------------ |
| 5 aprile 2022  | Portland         | Stati Uniti  | Theater of the Clouds                | Gracie Abrams      |
| 6 aprile 2022  | Seattle          | Stati Uniti  | WaMu Theater                         | Gracie Abrams      |
| 7 aprile 2022  | Vancouver        | Canada       | Thunderbird Sports Centre            | Gracie Abrams      |
| 9 aprile 2022  | Orem             | Stati Uniti  | UCCU Center                          | Gracie Abrams      |
| 11 aprile 2022 | Denver           | Stati Uniti  | Mission Ballroom                     | Gracie Abrams      |
| 12 aprile 2022 | Denver           | Stati Uniti  | Mission Ballroom                     | Gracie Abrams      |
| 14 aprile 2022 | Minneapolis      | Stati Uniti  | The Armory                           | Gracie Abrams      |
| 15 aprile 2022 | Chicago          | Stati Uniti  | Aragon Ballroom                      | Gracie Abrams      |
| 16 aprile 2022 | Chicago          | Stati Uniti  | Aragon Ballroom                      | Gracie Abrams      |
| 19 aprile 2022 | Milwaukee        | Stati Uniti  | Eagles Ballroom                      | Gracie Abrams      |
| 20 aprile 2022 | Chesterfield     | Stati Uniti  | The Factory                          | Gracie Abrams      |
| 22 aprile 2022 | Cincinnati       | Stati Uniti  | Andrew J. Brady Music Center         | Gracie Abrams      |
| 23 aprile 2022 | Detroit          | Stati Uniti  | Masonic Temple Theatre               | Gracie Abrams      |
| 26 aprile 2022 | New York City    | Stati Uniti  | Radio City Music Hall                | Holly Humberstone  |
| 27 aprile 2022 | New York City    | Stati Uniti  | Radio City Music Hall                | Holly Humberstone  |
| 29 aprile 2022 | Toronto          | Canada       | Massey Hall                          | Holly Humberstone  |
| 30 aprile 2022 | Toronto          | Canada       | Massey Hall                          | Holly Humberstone  |
| 3 maggio 2022  | Boston           | Stati Uniti  | Roadrunner                           | Holly Humberstone  |
| 4 maggio 2022  | Washington, D.C. | Stati Uniti  | The Anthem                           | Holly Humberstone  |
| 6 maggio 2022  | Filadelfia       | Stati Uniti  | The Met Philadelphia                 | Holly Humberstone  |
| 7 maggio 2022  | Filadelfia       | Stati Uniti  | The Met Philadelphia                 | Holly Humberstone  |
| 9 maggio 2022  | Atlanta          | Stati Uniti  | Coca-Cola Roxy                       | Holly Humberstone  |
| 10 maggio 2022 | Nashville        | Stati Uniti  | Grand Ole Opry House                 | Holly Humberstone  |
| 12 maggio 2022 | Houston          | Stati Uniti  | 713 Music Hall                       | Holly Humberstone  |
| 13 maggio 2022 | Austin           | Stati Uniti  | Moody Amphitheater                   | Holly Humberstone  |
| May 14, 2022   | Irving           | Stati Uniti  | The Pavilion at Toyota Music Factory | Holly Humberstone  |
| 17 maggio 2022 | Phoenix          | Stati Uniti  | Arizona Financial Theatre            | Holly Humberstone  |
| 18 maggio 2022 | San Diego        | Stati Uniti  | The Rady Shell at Jacobs Park        | Holly Humberstone  |
| 20 maggio 2022 | Las Vegas        | Stati Uniti  | Chelsea Ballroom                     | Holly Humberstone  |
| 21 maggio 2022 | Santa Barbara    | Stati Uniti  | Santa Barbara Bowl                   | Holly Humberstone  |
| 24 maggio 2022 | Los Angeles      | Stati Uniti  | Greek Theatre                        | Holly Humberstone  |
| 25 maggio 2022 | Los Angeles      | Stati Uniti  | Greek Theatre                        | Holly Humberstone  |
| 27 maggio 2022 | San Francisco    | Stati Uniti  | Bill Graham Civic Auditorium         | Chappell Roan      |
| Europa         |                  |              |                                      |                    |
| 11 giugno 2022 | Amburgo          | Germania     | Stadtpark Open Air                   | Baby Queen         |
| 13 giugno 2022 | Berlino          | Germania     | Verti Music Hall                     | Baby Queen         |
| 15 giugno 2022 | Zurigo           | Svizzera     | Halle 622                            | Baby Queen         |
| 16 giugno 2022 | Milano           | Italia       | Fabrique                             | Baby Queen         |
| 18 giugno 2022 | Colonia          | Germania     | Palladium                            | Baby Queen         |
| 19 maggio 2022 | Bruxelles        | Belgio       | Forest National                      | Baby Queen         |
| 21 maggio 2022 | Parigi           | Francia      | Zénith                               | Baby Queen         |
| 22 giugno 2022 | Amsterdam        | Paesi Bassi  | AFAS Live                            | Baby Queen         |
| 29 giugno 2022 | Cork             | Irlanda      | Live at the Marquee                  | Baby Queen         |
| 30 giugno 2022 | Dublino          | Irlanda      | Fairview Park                        | Baby Queen         |
| 2 luglio 2022  | Glasgow          | Regno Unito  | O2 Academy Glasgow                   | Baby Queen         |
| 3 luglio 2022  | Manchester       | Regno Unito  | O2 Apollo Manchester                 | Baby Queen         |
| 4 luglio 2022  | Birmingham       | Regno Unito  | O2 Academy Birmingham                | Baby Queen         |
| 6 luglio 2022  | Londra           | Regno Unito  | Eventim Apollo                       | Baby Queen         |
| 7 luglio 2022  | Londra           | Regno Unito  | Eventim Apollo                       | Baby Queen         |